# Aelius Publianus
Aelius Publianus (sein Praenomen ist nicht bekannt) war ein im 3. Jahrhundert n. Chr. lebender Angehöriger des römischen Ritterstandes (Eques).
Durch eine Weihinschrift, die auf 201/250 datiert wird und die bei Bölcske gefunden wurde, ist belegt, dass Publianus Kommandeur der Ala I Thracum Veterana war, die zu diesem Zeitpunkt in der Provinz Pannonia inferior stationiert war. Publianus war Offizier in der Legio II Adiutrix, die im nahegelegenen Aquincum stationiert war. Er wurde jedoch vorübergehend mit der Leitung der Ala betraut, vermutlich weil der eigentliche Präfekt der Ala erkrankt oder plötzlich gestorben war.
Publianus stammte wahrscheinlich aus einer der nordafrikanischen Provinzen. Seine Familie hatte das römische Bürgerrecht vermutlich unter Hadrian oder Antoninus Pius erhalten.